# Sport in Kuba
Der Sport hat in Kuba einen hohen Stellenwert. Sportarten wie Baseball oder Boxen waren und sind sehr populär. In heutigen Tagen wird der Sport staatlicherseits stark gefördert.

## Situation vor 1959
Seit dem 19. Jahrhundert war Kuba eines der Länder Lateinamerikas, das große Aufmerksamkeit moderneren Bildungssystemen mit spezieller Aufmerksamkeit auf Leibeserziehung richtete. Das erste Sportstudio Lateinamerikas wurde 1839 in Havanna gegründet, was den Impuls für die Errichtung ähnlicher Einrichtungen im ganzen Land gab.
Zu den Begründern der kubanischen Sportbewegung zählt man außerdem José de la C. Hernández, Rafael de Castro, Juan Gallet, Vicente A. de Castro sowie als Schirmherren und Sponsoren Domingo del Monte (Präsident), José de la Luz y Caballero und Francisco de P. Coimbra.
In dieser Zeit hatte die Sportausbildung in Kuba noch Defizite in der Verbreitung in der Masse, wurde jedoch durch zwei Hauptströmungen beeinflusst: einerseits durch die jungen Universitätsstudenten, die den Baseball aus Nordamerika etablierten, zum anderen durch die europäische Strömung, welche Sportarten wie Fechten oder Gymnastik ins Land brachte.
Am Ende des 19. Jahrhunderts wurde die Gymnastik als Pflichtfach in den Mittelschulen eingeführt.
Mit Beginn des neuen (20.) Jahrhunderts wurde Sportunterricht sowohl in den öffentlichen ländlichen als auch den städtischen Schulen Pflichtfach. 1902 vereinbarte man dies für die Grundschulen des ganzen Landes, jedoch blieb dies bis 1935 praktisch ohne öffentliche Kontrolle.
Im Jahr 1928 wurde das Nationale Sportinstitut gegründet, wo die ersten Sportlehrer ausgebildet wurden. 1932 wurde dieses Institut wieder geschlossen und im Jahre 1948 wieder eröffnet. Um die Qualität des Sportunterrichts in den Schulen überprüfen zu können, wurde 1935 die Nationale Kommission für Sport geschaffen, was nichts an der mangelhaften Ausbildung der Lehrer sowie fehlenden materiellen Ausrüstung änderte. Außerdem gab es in vielen Schulen keine Orte, um einen Sportunterricht durchzuführen.
In weiterführenden Schulen existierte eine vergleichbare Situation, wo viele Lehrer nicht die notwendigen Kenntnisse besaßen, um ein solches Fach zu unterrichten. Außerdem mussten die Schüler zwei Pesos pro Semester entrichten, um sich in dieses Fach einzuschreiben. Da dieses Geld jedoch nicht dafür verwendet wurde, entsprechende Sportgeräte und -kleidung, war es praktisch unmöglich, die Entwicklung auf diesem Gebiet voranzutreiben.
Die Situation an den Universitäten war jedoch anders, jedoch mit ähnlichen Ergebnissen. Hier gab es keine Sportlehrer, sondern Verträge auf Monatsbasis mit Trainern einer spezifischen Sportart, die meist aus den USA stammten und in ihrer Hauptaufgabe in der Suche nach Talenten für den Leistungssport sahen.
Im Allgemeinen war die Situation des Sportunterrichts gekennzeichnet durch das Fehlen eines funktionierenden landesweiten Systems der Kontrolle und Förderung auf allen Schulniveaus. Der Schwerpunkt lag auf dem Profisport und nicht in der Breitensport.

## Nach der Revolution
Direkt nach der Kubanischen Revolution, die am 1. Januar 1959 siegreich endete, gab es in Kuba ungefähr 800 Sportlehrer, eine Zahl, die sich auf Grund der anschließenden Emigration zahlreicher Profis in Richtung der USA noch weiter verringerte. Aufgrund dieser Situation wurden von der neuen Regierung zahlreiche Maßnahmen ergriffen, um diese Situation zu verbessern. Dazu gehörten unter anderen:
- Gründung des Instituto Nacional de Deportes Educación Física y Recreación (INDER – Nationales Institut für Körperkultur, Sport und Erholung) am 23. Februar 1961. Das Institut dient als Hauptorgan zur Planung, Leitung, und Ausführung von Sportereignissen in allen Teilen der Insel sowie im internationalen Bereich.
- Auflösung der Profisports 1962.
- Bekanntmachung einer neuen Losung der kubanischen Sportbewegung: „Sport ist ein Recht des Volkes“, die auch allgemeine Praxis der revolutionären Sportbewegung werden sollte, mit Augenmerk auf die Ausbildung sowie die Überwindung des Profisports. Es wurde die Escuela Superior de Educación Física (ESEF – Hochschule für Körperkultur) gegründet.[1]

## Organisatorische Stützen des kubanischen Sportsystems
Die Einrichtung, die sich in Kuba für die Einrichtung, Verwaltung und Durchsetzung der beschlossenen Programme des Sportunterrichts verantwortlich zeigt, ist das INDER. Wie schon erwähnt, ist es außerdem für sämtliche Aktivitäten für Sport und Erholung im ganzen Land verantwortlich.
Das INDER konzentriert seine Arbeit auf die Ausweitung des Sports in alle Teile der Insel zu betreiben, um damit alle Bevölkerungsschichten vom Kind bis zu den Alten zu erreichen. Ein weiteres Hauptziel besteht in der Perfektionierung des Systems der sportlichen Betätigung sowie Verbesserung der technischen und organisatorischen Aspekte, in engem Zusammenhang mit dem Erzielen einer höheren Qualität der Dienstleistungen sowie extensiver und intensiver Nutzung der sportlichen Anlagen.
Die Arbeit des Instituts erstreckt sich außerdem auf die Institutionen des Hochleistungssports mit spezieller Aufmerksamkeit auf die Athleten und allen Arten des professionellen Sports, um eine bessere sportliche Ausbildung der Bevölkerung zu erreichen. Weiterhin überwacht es die Produktion von Sportartikeln, Investitionen in Sportplätze und -installationen sowie die wissenschaftliche Arbeit und Forschung auf dem Gebiet des Sports. Es wurde vor allem mit der DDR zusammengearbeitet, so dass viele der Experten ihre Ausbildung an der DHfK erhielten.

## Der kubanische Sport heute
Der heutige Leistungssport in Kuba ist weltweit sehr erfolgreich. Dadurch ist Kuba in der Lage, anderen lateinamerikanischen Ländern, wie beispielsweise Venezuela, Bolivien oder Brasilien, beratend und kooperativ zur Seite zu stehen. Die Trainerausbildung erfolgt in der Internationalen Schule für Körperkultur und Sport. Kuba nimmt erfolgreich an zahlreichen internationalen Wettbewerben, wie den Olympischen Sommerspielen, den Panamerikanischen Spielen etc. teil. Dabei sind die medaillenversprechenden Sportarten Baseball, Judo der Frauen, Ringen (griechisch-römisch), Boxen und Leichtathletik. Beachtenswert sind außerdem die Erfolge im Volleyball, Freistilringen, Kunst- und Turmspringen, Schach, Radrennen, Taekwondo und Kanusport.
Ein großes Problem für den kubanischen Sport ist, dass für viele erfolgreiche Sportler, insbesondere für Boxer und Baseballspieler, im Ausland lukrative Profiverträge winken und sich deshalb bei Wettkämpfen im Ausland häufig Sportler absetzen oder sie über das Meer ins benachbarte Ausland flüchten. Zwar genießen Spitzensportler in Kuba als Staatsamateure Privilegien, dennoch ist das Einkommensgefälle gegenüber ihren Profi-Kollegen im Ausland immens. 2013 erlaubte die kubanische Regierung erstmals Athleten im Ausland Geld zu verdienen.

### Baseball
Der Baseball ist in Kuba Nationalsportart. Die kubanische Baseballnationalmannschaft gehört zu den erfolgreichsten Teams der Welt. Sie ist Rekordbaseballweltmeister und Rekordbaseballolympiasieger.
Bei nationalen Meisterschaften, der Serie Nacional de Béisbol, wird jede der vierzehn Provinzen durch eine Mannschaft vertreten. Die Hauptstadt Havanna stellt mit Industriales und Metropolitanos zwei. Viele Spiele werden live im kubanischen Fernsehen übertragen.

### Boxen
Kuba errang viele Erfolge im Boxen. Seine Mannschaft spielt eine große Rolle in der globalen Landschaft. Die lokalen Meisterschaften erreichen zwar nicht so ein großes Spektakel, jedoch sind sie bei internationalen Großereignissen sehr erfolgreich. Insgesamt gewannen kubanische Boxer 67 Medaillen (34× Gold, 19× Silber, 14× Bronze) bei Olympischen Spielen und 121 Medaillen (67× Gold, 30× Silber, 24× Bronze) bei Weltmeisterschaften.
Zu den besten kubanischen Boxern zählten der dreifache Olympiasieger und sechsfache Weltmeister Félix Savón sowie der dreifache Olympiasieger und dreifache Weltmeister Teófilo Stevenson.
Kuba war unter anderem Austragungsort der Weltmeisterschaften 1974, der Zentralamerika- und Karibikspiele 1982, der Zentralamerika- und Karibikmeisterschaften 1970 und 1983, des Weltcups 1990, der Panamerikaspiele 1991, sowie der Juniorenweltmeisterschaften von 1987, 1996 und 2002. Das kubanische Boxmodell ist durch eine besondere Fintenfolge gekennzeichnet, die sich deutlich von den Lehrmeistern aus dem ehemaligen Ostblock unterscheidet.

### Judo
Judo entwickelte sich von Jahr zu Jahr zu einer immer wichtigeren Sportart. Bei den internationalen Turnieren wurden die Kubaner immer erfolgreicher, insbesondere bei den Frauen mit der dreifachen Olympiamedaillengewinnerin Driulys González.

### Fußball
Fußball ist in Kuba nicht so populär wie Baseball oder Boxen, dennoch konnte sich die Kubanische Fußballnationalmannschaft bereits für eine WM-Endrunde qualifizieren. Dies gelang ihnen bei der Fußball-Weltmeisterschaft 1938. Dort schieden die Kubaner im Viertelfinale, nach einer 0:8-Niederlage gegen Schweden aus. Ein weiterer Erfolg ist der Gewinn der international nicht hoch bedeutenden Fußball-Karibikmeisterschaft 2012.
Dachverband des kubanischen Fußballs ist die Asociación de Fútbol de Cuba, die höchste Liga ist die 1912 gegründete CNDFDC (Campeonato Nacional de Fútbol de Cuba). Aktueller Rekordmeister ist Villa Clara mit 13 Titeln.

### Radsport
Im Bahnradsport konnten kubanische Sportler in den letzten Jahren internationale Erfolge vorweisen. Besonders die beiden Sportlerinnen Lisandra Guerra (Weltmeisterin im 500-m-Zeitfahren) und Yumari González (Weltmeisterin im Scratch) sorgen regelmäßig für vordere Plätze bei UCI-Bahn-Weltmeisterschaften, Bahnrad-Weltcups und Panamerikanischen Spielen und Meisterschaften.

### American Football
American Football war vor der Revolution speziell in den 1930er Jahren sehr populär, da Kuba kulturell als auch politisch sehr von den USA geprägt war. Nach der Revolution unter Fidel Castro wurde der amerikanischen Sportart nach und nach immer weniger Beachtung geschenkt, da der Sport als kapitalistische Sportart vom imperialistischen Klassenfeind angesehen wurde. Heutzutage wird der Sport kaum noch gespielt und besitzt in Kuba kaum noch Bedeutung.

### Meisterschaften
In Kuba werden zahlreiche sportliche Meisterschaften veranstaltet:
- Nationale Baseballmeisterschaften
- Meisterschaft "Giraldo Córdoba Cardín" im Boxen
- Playa-Girón-Cup im Boxen
- Liga Superior im Basketball
- Kubarundfahrt der Radrennfahrer als internationales Ereignis
- Campeonato Nacional de Fútbol de Cuba (nationale Fußballmeisterschaft)

### Kuba bei den Olympischen Spielen
Kuba nimmt regelmäßig bei den Olympischen Sommerspielen teil. Die erfolgreichsten Spiele in der kubanischen Geschichte waren die 1992 in Barcelona mit 14 Goldmedaillen, was dem fünften Rang im Medaillenspiegel entsprach. Insgesamt gewannen die Kubaner 208 Medaillen bei den Olympischen Sommerspielen. Im internationalen Medaillenspiegel belegt Kuba den 16. Platz. Bei den ersten Spielen, an denen Kuba teilnahm, gewannen sie im Gegensatz dazu nur einmal Gold und in London 1948 gab es nur einmal Silber und einmal Bronze. Damals wurde der Sport noch nicht staatlicherseits gefördert. Außerdem ist es aus den Statistiken herauszulesen, dass Kuba nach der Kubanischen Revolution im Durchschnitt und insgesamt mehr Medaillen gewann als vor der Revolution. Dies ist mit Fidel Castros Reform („Sport ist ein Recht des Volkes“) zu erklären.

### Kuba bei Special Olympics
Special Olympics Kuba wurde 1983 gegründet und nahm mehrmals an Special Olympics Weltspielen teil. Der Verband hat seine Teilnahme an den Special Olympics World Summer Games 2023 in Berlin angekündigt. Die Delegation wird vor den Spielen im Rahmen des Host Town Programs vom Landkreis Weilheim-Schongau betreut.

### Kuba bei den Panamerikanischen Spielen
Bei den letzten Panamerikanischen Spielen präsentierte sich die kubanische Mannschaft extrem erfolgreich in ihren typischen Sportarten, jedoch traten sie auch im Fußball, Basketball, Radrennen und weiteren Sportarten an.
Möglicherweise eine der größten Überraschungen war der hart umkämpfte Sieg um die Goldmedaille im Volleyball gegen das starke Team aus Brasilien.
Die zahlreichen Siege in der Leichtathletik, im Baseball, Basketball, Volleyball der Frauen, Judo, Ringen, Boxen und weiteren Sportarten machten Kuba zu einem Land mit den meisten Medaillengewinnern bei internationalen Wettkämpfen.

## Der kubanische Sport und die Medizin
Für die Erzielung optimaler Resultate spielt die Medizin eine Schlüsselrolle in der kubanischen Sportbewegung. Offiziell dient sie auch dem Kampf gegen das Doping. Der Sport soll sauber und gesund sein und die Athleten, Trainer und Funktionäre entsprechend geschult werden. Kubas Antidopinglabor ist das fünftgrößte Amerikas und steht auch Drittweltländern offen. Das kubanische Institut für Sportmedizin ist für die Gesunderhaltung und Rehabilitation der Sportler verantwortlich und sieht seinen Einflussbereich in ganz Lateinamerika.